# Палацо
Палацо (на италиански: palazzo – дворец) е италиански градски дворец, имение от XIII – XVI век. Името идва от Палатинския хълм в Рим, където древните римски императори издигат своите дворци. Палацо е вид градска крепостна къща, характерна за италианското средновековие и Ренесанса. Малкият дворец се нарича Palacetto.
Класически ренесансови палати от XV век могат да се видят във Флоренция. Такъв палацо е величествена дву- или триетажна сграда с тежък външен вид с мощен корниз и машикула. Малкият дворец понякога е с наблюдателна кула. Стените са украсени с ръжда, прозорците на първите етажи са с решетка: градският живот по това време е бил бурен. Церемониалната, приемна зала за гости на италианския дворец се нарича форестерия (на италиански: Foresteria).
Композиционният център на италианския палацо е изолиран от уличния вътрешен двор – кортил, същите дворове на църковни сгради се наричат Клоатър. Обикновено, както в древните атриуми, има фонтан с езерце, скулптури, овощни дървета. Кортилите са заобиколени от сводести галерии. Първият етаж е запазен за офис помещения, на втория има церемониални стаи и зали, на третия – дневни. Палатите на Рим, Генуа, Венеция и други италиански градове имат малки разлики, но като цяло, следват същия композиционен тип. Най-известните са Палацо Векио, Медичи-Рикарди Палацо, Палацо Пити, Палацо Строци във Флоренция.